# Агринион (дим)
Агри́нион (греч. Δήμος Αγρινίου) — община (дим) в Греции. Входит в периферийную единицу Этолия и Акарнания в периферии Западная Греция. Население 94 181 житель по переписи 2011 года. Площадь 1229,33 квадратного километра. Плотность 76,61 человека на квадратный километр. Административный центр — Агринион. Димархом на местных выборах 2014 года избран Еорьос Папанастасиу (Γεώργιος Παπαναστασίου).
В 2011 году по программе «Калликратис» к общине Агриниону присоединены упразднённые общины Ангелокастрон, Аракинтос, Макриния, Неаполи, Панетоликон, Паравола, Паракамбилия, Стратос и Тестиис.

## Административное деление

Административное деление общины:
1 — Агринион
2 — по часовой стрелке сверху: Паракамбилия, Панетоликон, Паравола, Макриния, Аракинтос, Тестиис, Ангелокастрон, Стратос, Неаполи

Община (дим) Агринион делится на 10 общинных единиц.